# Kato Patisia (stacja metra)
Kato Patisia (gr: Κάτω Πατήσια) – stacja metra ateńskiego na linii 1 (zielonej), 13,722 km od Pireusu. Została otwarta 12 lutego 1956.